# Saint-Julien (Var)
 Saint-Julien  (también conocida como Saint-Julien-le-Montagnier, en occitano Sant Julian lo Montanhier) es una población y comuna francesa, que se encuentra en la región de Provenza-Alpes-Costa Azul, departamento de Var, en el distrito de Brignoles y cantón de Rians.

## Demografía
| 396 | 421 | 611 | 825 | 1149 | 1280 |
| Para los censos de 1962 a 1999 la población legal corresponde a la población sin duplicidades (Fuente: INSEE [Consultar]) |     |     |     |      |      |